# ماهی و گربه
ماهی و گربه فیلمی به کارگردانی و نویسندگی شهرام مکری و تهیه کنندگی سپهر سیفی محصول سال ۱۳۹۲ است.
این فیلم موفق شد جایزه ویژهٔ بخش افق‌های جشنواره فیلم ونیز را در سال ۲۰۱۳ به دلیل «محتوای خلاقانه» از آنِ خود کند. تمام فیلم ماهی و گربه در یک برداشت بلند اتفاق می‌افتد. شهرام مکری و محمود کلاری همراه با گروه بازیگران فیلم یک ماه تمرین کردند تا بتوانند این تک‌ نمای طولانی را ضبط کنند.
مکری دربارهٔ ایدهٔ این فیلم گفته‌است: 
ماهی و گربه فیلمی است دربارهٔ زمان. دربارهٔ اینکه چطور می‌توان در زمان پرسپکتیو ایجاد کرد و آن را درهم ریخت. جذابیت ساخت این فیلم برایم در شیوهٔ اجرایش بود. پافشاری بر روایت داستانی در یک سکانس پلان و تلاش برای اینکه در یک پلان که طبیعتاً زمانی رو به جلو دارد شکست به وجود آورم.
برخی منتقدان ماهی و گربه را از این جهت فیلمی منحصر به فرد در تاریخ سینما می‌دانند که توانسته «تک‌شات بودن» و «مفهوم تکرار زمانی» را همزمان به کار برد.
این فیلم در تاریخ ۱۳ مهر ۱۳۹۳ در سینماهای ایران اکران شده‌است.

## خلاصهٔ داستان
فیلم داستانی غیرخطی دارد و از تعدادی داستانک با شیوهٔ روایت زمان مدور تشکیل شده‌است. پیرنگ اصلی فیلم این است: چند دانشجوی دختر و پسر برای شرکت در جشن بادبادک بازی به شمال کشور رفته‌اند. در همسایگی اردوی کوچک آنها کلبه-رستورانی قرار دارد که سه مرد ساکن آن هستند. رستوران به گوشت احتیاج دارد و جز این جوان‌ها شکاری در آن اطراف نیست.
قصهٔ ماهی و گربه بر اساس یک ماجرای واقعی نوشته شده‌است. در سال ۱۳۷۷ خبری در رسانه‌ها منتشر شد مبنی بر این‌که رستورانی بین راهی گوشت چرخ‌کرده انسان را می‌پخته‌است.

## بازیگران
- بابک کریمی  در نقش بابک
- سعید ابراهیمی‌فر در نقش سعید
- سیاوش چراغی‌پور  در نقش پدر کامبیز
- محمد برهمنی در نقش پسر آدرس پرس
- عبد آبست  در نقش پرویز
- فراز مدیری در نقش کامبیز
- پدرام شریفی  در نقش پدرام
- ارنواز صفری در نقش عسل
- ندا جبرائیلی   در نقش مینا
- میلاد رحیمی  در نقش شهروز
- پریناز طیب در نقش مریم
- علیرضا عیسی‌پور در نقش نگهبان
- آیناز آذرهوش  در نقش پروانه
- سمانه وفایی در نقش لادن
- محمدرضا مالکی در نقش جمشید
- نازنین بابایی در نقش دکتر روانشناس
- مونا احمدی در نقش نادیا
- پویا شهرابی در نقش دوقلو ها
- نیما شهرابی در نقش دوقلو ها
- شادی کرم‌رودی  در نقش مارال
- خسرو شهراز در نقش حمید
- گروه پالت

## جوایز
- جایزه بخش افق‌های هفتادمین جشنواره فیلم ونیز ۲۰۱۳
- جایزه بهترین فیلم جشنواره فیلم لیسبون پرتغال ۲۰۱۳
- جایزه ویژه هیئت داوران بخش فیلم‌های بلند داستانی آسیا در جشنواره بین‌المللی فیلم دبی ۲۰۱۴
- جایزه بهترین فیلم جشنواره بین‌المللی فیلم استانبول۲۰۱۴
- جایزه بهترین فیلم از نگاه منتقدان در جشنواره بین‌المللی فیلم استانبول۲۰۱۴
- جایزه بهترین فیلم از نگاه منتقدان در جشنواره فریبورگ سوئیس۲۰۱۴
- جایزه بهترین فیلم از نگاه تماشاگران در جشنواره بلد اسلونی۲۰۱۴
- جایزه بهترین فیلم از جشنواره بلد اسلوونی ۲۰۱۴
- جایزه ویژه هیئت داوران درجشن منتقدان و نویسندگان سینمای ایران۲۰۱۴
- جایزه بهترین کارگردانی از جشنواره هانوی ویتنام ۲۰۱۵